# Фермата 2023
На 4 септември 2023 г. стартира деветият пореден сезон на „Фермата“, под мотото „Нишката на живота“ с водещи Иван Христов и Андрей Арнаудов, към тях се присъедини и нова водеща, спортната журналистка Гергана Гунчева. Стопанин на деветата ферма е Венцислав Узунов. В този сезон има основни промени в правилата на играта, механиката и схемата на излъчване на епизодите през седмицата.
Снимките на „Фермата“ 9 стартират в началото на месец август край село Боснек, област Перник.
В началото участниците са 22-ма разделени в два отбора – елбетица и канатица. Наградата за победителя е 100 000 лева.

## Схема на сезона
| №                                   | Отбор победител в Битка за превъзходство                                                                  | Отбор в Рая                                                                                               | Отбор в Ада                                                                                               | Елиминационен дуел: трима с/у трима                                                                       | Отбор победител                                               | Отпаднал(a) след гласуване                                    |
| ----------------------------------- | --- | --- | --- | --- | ------------------------------------------------------------- | ------------------------------------------------------------- |
| 1                                   | Елбетица                                                                                                  | Елбетица                                                                                                  | Канатица                                                                                                  | Цветина, Неделина, Теодора с/у Моника, Присияна, Ния                                                      | Елбетица                                                      | Неделина                                                      |
| 2                                   | Канатица                                                                                                  | Елбетица                                                                                                  | Канатица                                                                                                  | Сергей, Георги С., Емилия с/у Георги П., Кенан, Цветина                                                   | Елбетица                                                      | Цветина                                                       |
| 3                                   | Елбетица                                                                                                  | Канатица                                                                                                  | Елбетица                                                                                                  | Георги П., Теодора, Лилия с/у Петър, Емилия, Моника                                                       | Канатица                                                      | Моника                                                        |
| 4                                   | в предаването влизат Линда, Павел и Борис                                                                 | в предаването влизат Линда, Павел и Борис                                                                 | в предаването влизат Линда, Павел и Борис                                                                 | в предаването влизат Линда, Павел и Борис                                                                 | в предаването влизат Линда, Павел и Борис                     | в предаването влизат Линда, Павел и Борис                     |
| 4                                   | Елбетица                                                                                                  | Елбетица                                                                                                  | Канатица                                                                                                  | Георги П.,Кенан, Иван с/у Георги С., Андрей , Сергей                                                      | Канатица                                                      | Георги С.                                                     |
| 5                                   | Канатица                                                                                                  | Елбетица                                                                                                  | Канатица                                                                                                  | Линда, Станислав, Петър с/у Теодора, Кенан, Павел                                                         | Канатица                                                      | Станислав                                                     |
| 6                                   | Канатица                                                                                                  | Канатица                                                                                                  | Елбетица                                                                                                  | Мартина, Петър, Присияна с/у Лилия, Георги П., Иванка                                                     | Елбетица                                                      | Георги П.                                                     |
| 7                                   | Елбетица                                                                                                  | Канатица                                                                                                  | Елбетица                                                                                                  | Кенан, Лилия, Борис с/у Петър, Валерия, Андрей                                                            | Канатица                                                      | Валерия                                                       |
| 8                                   | след гласуване Иванка е изгонена; преизчисляване на пендарите                                             | след гласуване Иванка е изгонена; преизчисляване на пендарите                                             | след гласуване Иванка е изгонена; преизчисляване на пендарите                                             | след гласуване Иванка е изгонена; преизчисляване на пендарите                                             | след гласуване Иванка е изгонена; преизчисляване на пендарите | след гласуване Иванка е изгонена; преизчисляване на пендарите |
| 8                                   | Елбетица                                                                                                  | Елбетица                                                                                                  | Канатица                                                                                                  | Иван, Лилия, Теодора с/у Андрей, Ния, Линда                                                               | Елбетица                                                      | Иван                                                          |
| 9                                   | Канатица                                                                                                  | Канатица                                                                                                  | Елбетица                                                                                                  | Андрей, Петър, Присияна с/у Борис, Сергей, Лилия                                                          | Елбетица                                                      | Борис                                                         |
| 10                                  | Елбетица                                                                                                  | Канатица                                                                                                  | Елбетица                                                                                                  | Теодора, Сергей, Лилия с/у Ния, Георги Г., Емилия                                                         | Канатица                                                      | Ния                                                           |
| Елиминационен дуел: двама с/у двама | | | | |                                                               |                                                               |
| 11                                  | след гласуване Павел е изгонен; зануляване на пендарите                                                   | след гласуване Павел е изгонен; зануляване на пендарите                                                   | след гласуване Павел е изгонен; зануляване на пендарите                                                   | след гласуване Павел е изгонен; зануляване на пендарите                                                   | след гласуване Павел е изгонен; зануляване на пендарите       | след гласуване Павел е изгонен; зануляване на пендарите       |
| 11                                  | Елбетица                                                                                                  | Елбетица                                                                                                  | Канатица                                                                                                  | Кенан, Сергей с/у Андрей, Петър                                                                           | Канатица                                                      | Петър                                                         |
| 12                                  | Елбетица                                                                                                  | Канатица                                                                                                  | Елбетица                                                                                                  | Сергей, Теодора с/у Георги Г., Присияна                                                                   | Канатица                                                      | Присияна                                                      |
| 13                                  | Канатица                                                                                                  | отборите заживяват в Рая в деня на дуела                                                                  | отборите заживяват в Рая в деня на дуела                                                                  | Андрей, Линда с/у Костадин, Лилия                                                                         | Елбетица                                                      | Лилия                                                         |
| 14                                  | Извънредна отборна битка след равенство в пендарите Теодора, Сергей, Кенан с/у Мартина, Георги Г., Андрей | Извънредна отборна битка след равенство в пендарите Теодора, Сергей, Кенан с/у Мартина, Георги Г., Андрей | Извънредна отборна битка след равенство в пендарите Теодора, Сергей, Кенан с/у Мартина, Георги Г., Андрей | Извънредна отборна битка след равенство в пендарите Теодора, Сергей, Кенан с/у Мартина, Георги Г., Андрей | Елбетица                                                      | Сергей                                                        |
| 14                                  | На финала се класира отборът с повече пендари - Елбетица                                                  | | | |                                                               |                                                               |
| 14                                  | Финални елиминационни дуели: между участниците от отбора с по-малко пендари - Канатица                    | Финални елиминационни дуели: между участниците от отбора с по-малко пендари - Канатица                    | Финални елиминационни дуели: между участниците от отбора с по-малко пендари - Канатица                    | Финални елиминационни дуели: между участниците от отбора с по-малко пендари - Канатица                    | Победител                                                     | Отпаднал(а)                                                   |
| 14                                  | Кенан с/у Теодора                                                                                         | Кенан с/у Теодора                                                                                         | Кенан с/у Теодора                                                                                         | Кенан с/у Теодора                                                                                         | Кенан                                                         | Теодора                                                       |
| 14                                  | Кенан с/у Костадин                                                                                        | Кенан с/у Костадин                                                                                        | Кенан с/у Костадин                                                                                        | Кенан с/у Костадин                                                                                        | Костадин                                                      | Кенан                                                         |

„№“ - номер на седмица в предаването •(редовните 13 седмици приключват всеки понеделник на следващата седмица след елиминационен дуел между двата отбора)

### Текущи отбори
| 🟢 Елбетица: | Андрей, Валерия, Георги Г., Георги С., Емилия, Линда**, Мартина, Моника, Ния, Петър, Присияна, Станислав*     |
| 🔴 Канатица: | Борис**, Георги П., Иван, Иванка, Кенан, Костадин, Лилия, Нанси, Неделина, Павел**, Сергей*, Теодора, Цветина |

„*“ - смяна на отбор
„**“ - седмица 4, нови участници

### Финал
| Участник         | Финални Битки | Финални Битки | Финални Битки | Фермерски Вот | Зрителски Вот | Общо Точки | Финал          |
| Костадин Велков  | 5             | 10            | 0             | 5 т.          | 50 %          | 70         | 🥇 Първо място |
| Емилия Георгиева | 10            | 0             | 10            | 5 т.          | 16 %          | 41         | 🥈 Второ място |
| Андрей Стефанов  | 10            | 5             | 5             | 0 т.          | 11 %          | 31         | 🥉 Трето място |
| Мартина Сергиева | 0             | 10            | 5             | 0 т.          | 9 %           | 24         | Четвърто място |
| Георги Георгиев  | 0             | 0             | 10            | 0 т.          | 10 %          | 20         | Пето място     |
| Линда Бонева     | 5             | 5             | 0             | 0 т.          | 4 %           | 14         | Шесто място    |

Петима участници от отбор „Елбетица” се класират за финала на „Фермата” – Андрей Стефанов, Георги Георгиев, Емилия Георгиева, Линда Бонева, Мартина Сергиева. Към тях се присъединява един участник от отбор „Канатица” – Костадин Велков.
Три компонента определят победителя във „Фермата: Нишката на живота“: Три финални битки; Фермерски вот; Зрителски вот.
Финалистът събрал най-много общо точки в края е победител във „Фермата“ 9.
- Финални битки: Шестимата финалисти се състезават в три финални битки, разделени в два потока – мъже срещу мъже и жени срещу жени. За всяка битка първо място носи 10 точки, второ – 5 точки, трето – 0 точки.
- Битка №1: Висяща въжена клетка и цепене на ритловица – Емилия Георгиева, Андрей Стефанов
- Битка №2: Алманах – Мартина Сергиева, Костадин Велков
- Битка №3: Издръжливост – Емилия Георгиева, Георги Георгиев
- Фермерски вот: Гласуване на всички участници от сезон 9. По 5 точки за един мъж и една жена. – Костадин Велков, Емилия Георгиева
- Зрителски вот: Разпределят се общо 100 точки между шестимата финалисти като 1 % = 1 точка от зрителската подкрепа. – Костадин Велков

### Участници
- Финално класиране:
- 1. Костадин Велков (34) (победител)
- 2. Емилия Георгиева (33)
- 3. Андрей Стефанов (33)
- 4. Мартина Сергиева (26)
- 5. Георги Георгиев (32)
- 6. Линда Бонева (21)
- 7. Кенан Асил (33)
- 8. Теодора Тръндева (26)
- 9. Сергей Панайотов (42)
- 10. Лилия Ел Абани (43)
- 11. Присияна Люцканова (23)
- 12. Петър Петров (42)
- 13. Павел Иванов (19)
- 14. Ния Селиктар (27)
- 15. Борис Добрев (27)
- 16. Иван Масларов (37)
- 17. Иванка Манева (29)
- 18. Валерия Колева (24)
- 19. Георги Петров (48)
- 20. Станислав Дойнов (37)
- 21. Нанси Карабойчева-Димитрова (30) •(напуснала участие поради контузия)
- 22. Георги Стоянов (36)
- 23. Моника Пепеланова (28)
- 24. Цветина Иванова (31)
- 25. Неделина Цанева (28)